# Сінна (станція метро, Нижній Новгород)
«Сінна» (рос. Сенная) — проєктована кінцева станція Автозаводської лінії  Нижньогородського метрополітену. Розташовуватиметься за проєктованої станцією «Оперний театр» в Нижегородському районі в 400 м від однойменній площі, під вул.  Великий Печерської та вулицею Родіонова поруч з однойменною автостанцією. Після відкриття «Сінна» стане третьою станцією метро в Нагірній частині Нижнього Новгорода.

## Можливі назви
На 2018 рік основна робоча назва — «Сінна». Зокрема, воно фігурує на схемі лінії на станції метро «Горьківська». В якості альтернативного назви розглядається «Сінна площа».

## Будівництво
Будівництво станції буде проводитися відкритим способом. Для цього буде перекриватися вулиця Родіонова, в районі Сінної площі. На час будівництва трамвайний маршрут № 2 «Міське кільце» буде перенаправлений на інші вулиці або скорочений.
На2019 рік заплановано винесення інженерних мереж на ділянці від станції «Горьковская» до станції «Сінна».  Відкриття станції планується в 2024 році . У перспективах розвитку нижегородського метрополітену - спорудження ще однієї станції - «Сормовська», кінцевої на Сормовсько-Мещерскі лінії .
12 серпня 2018 року муніципальна казенна установа «Головне управління з будівництва та ремонту метрополітену, мостів і дорожніх мереж в місті Нижньому Новгороді» (МКУ «ГУММіД») отримала дозвіл на підготовку документації по плануванню території для продовження лінії метрополітену від станції «Горьковская» до станції «Сінна». У наказі йдеться, що документи повинні бути представлені в департамент містобудівної діяльності і розвитку агломерацій Нижегородської області протягом одного року .

## Розташовані у метро об'єкти
- Станція «Нижегородська» Нижегородської канатної дороги
- Автостанція «Сінна»

## Архітектура і оформлення
Станція спроєктована односклепінною станцією мілкого закладення.

## Колійний розвиток
За станцією будуть розташовані оборотні тупики для обороту і відстою рухомого складу.

## Див. Також
- Сінна площа (станція метро)